# Saires-la-Verrerie
Saires-la-Verrerie település Franciaországban, Orne megyében. Lakosainak száma 296 fő (2022. január 1.). Saires-la-Verrerie Échalou, Bellou-en-Houlme, La Ferrière-aux-Étangs és Saint-André-de-Messei községekkel határos.

## Népesség
A település népessége az elmúlt években az alábbi módon változott:
| Lakosok száma | 276  | 295  | 311  | 305  | 308  | 308  | 304  | 300  | 296  |
|               | 2013 | 2015 | 2016 | 2017 | 2018 | 2019 | 2020 | 2021 | 2022 |